# Expedición 28

La Expedición 28 fue la 28ª estancia de larga duración en la Estación Espacial Internacional. Los tres primeros miembros de la expedición llegaron a bordo de la Soyuz TMA-21 el 4 de abril de 2011, y se les unieron los últimos tres miembros de la tripulación de la Soyuz TMA-02M el 9 de junio de 2011.

## Tripulación
| Posición             | Primera parte (mayo de 2011)                      | Segunda parte (junio de 2011 a septiembre de 2011) |
| -------------------- | ------------------------------------------------- | -------------------------------------------------- |
| Comandante           | Andrei Borisenko, RSA Primer vuelo espacial       | Andrei Borisenko, RSA Primer vuelo espacial        |
| Ingeniero de vuelo 1 | Aleksandr Samokutyayev, RSA Primer vuelo espacial | Aleksandr Samokutyayev, RSA Primer vuelo espacial  |
| Ingeniero de vuelo 2 | Ron Garan, NASA Segundo vuelo espacial            | Ron Garan, NASA Segundo vuelo espacial             |
| Ingeniero de vuelo 3 |                                                   | Sergey Volkov, RSA Segundo vuelo espacial          |
| Ingeniero de vuelo 4 |                                                   | Mike Fossum, NASA Tercer vuelo espacial            |
| Ingeniero de vuelo 5 |                                                   | Satoshi Furukawa, JAXA Primer vuelo espacial       |

FuenteNASA